# Gerichtsbezirk Neumarkt in Steiermark
Der Gerichtsbezirk Neumarkt in Steiermark war ein dem Bezirksgericht Neumarkt in Steiermark unterstehender Gerichtsbezirk im Bundesland Steiermark. Der Gerichtsbezirk umfasste den südlichen Teil des politischen Bezirks Murau und wurde 2002 dem Gerichtsbezirk Murau zugeschlagen. 

## Geschichte
Der Gerichtsbezirk Murau wurde durch eine 1849 beschlossene Kundmachung der Landes-Gerichts-Einführungs-Kommission als „Gerichtsbezirk Neumarkt“ geschaffen und umfasste ursprünglich die 19 Gemeinden Adendorf (heute Mariahof), Dürnstein, Feßnach, Jakobsberg, Kulm, Lind, Lorenzen, Marein, Margarethen, Mülln, Neumarkt, Perchau, Scheifling, St. Blasen, St. Georgen, St. Lambrecht, St. Veit, Teufenbach und Zeitschach.
Der Gerichtsbezirk Neumarkt bildete im Zuge der Trennung der politischen von der judikativen Verwaltung
ab 1868 gemeinsam mit den Gerichtsbezirken Murau und Oberwölz den Bezirk Murau.
Das Gebiet des Gerichtsbezirks blieb während der Dauer seines Bestehens nahezu unverändert. Durch die Neuordnung der Gerichtsbezirke 2002 wurde der Gerichtsbezirk Neumarkt in Steiermark per 1. Juli 2002 aufgelöst und das Gebiet dem Gerichtsbezirk Murau zugeteilt.

## Gerichtssprengel
Der Gerichtssprengel umfasste zum Zeitpunkt seiner Auflösung mit den zwölf Gemeinden Dürnstein in der Steiermark, Kulm am Zirbitz, Mariahof, Mühlen, Neumarkt in Steiermark, Perchau am Sattel, Sankt Blasen, Sankt Lambrecht, Sankt Lorenzen bei Scheifling, Sankt Marein bei Neumarkt, Scheifling, Teufenbach und Zeutschach den östlichen Teil des Bezirks Murau.